# Antonio Fernandez Carvajal
Antonio Fernandez Carvajal (c.1590-10 de noviembre de 1659)—en portugués: António Fernandes Carvalhal—era un portugués mercader judío, fue el primer judío naturalizado inglés.

## Vida
Nació alrededor de 1590, probablemente en Fundão, Portugal . Dejó su ciudad natal a causa de la Inquisición. En su paso por las Islas Canarias, adquirió muchas propiedades y estableció conexiones comerciales, que lo condujeron (aproximadamente 1635 ) a Londres , donde se instaló en la Calle Leadenhall .  En 1649 el Consejo de Estado lo nombró un,entre las cinco personas, que recibieron el contrato por parte del ejército para la gestión del maíz . En 1653 Carvajal era dueño de un buen número de buques comerciales que trabajaban en las Indias Orientales y en Oeste de este país, en Brasil , y en el Levante Mediterráneo.
Se ocupó de todo tipo de mercancías: pólvora, vino, cueros, imágenes, colorante rojo, pero especialmente de maíz y plata. Existe información que ha ingresado a Inglaterra un promedio de 100.000 £ en valor de plata por año.
En los primeros días de su residencia en Inglaterra , Carvajal solía asistir a la misa en la capilla del embajador español. En 1645 se testificó en su contra por no asistir a la iglesia; pero la Cámara de los Lores , tras la petición de varios comerciantes de Londres , sobreseyó las acusaciones. En 1650, cuando estalló la guerra con Portugal, los barcos de Carvajal evitaron el embargo, dado que en la práctica era Portugués. En 1655 él y sus dos hijos fueron nacionalizados como súbditos ingleses (de acuerdo con la documentación existente la fecha es el 17 de agosto de ese año) ; y cuando la guerra con España estalló en el año siguiente, su propiedad en Canarias fue expropiada dado que ya era súbdito británico. Oliver Cromwell se encargó de trasladar las pertenencias desde las Canarias en un buque de Inglés camuflado bajo la bandera holandesa.
Cuando Menasseh Ben Israel llegó a Inglaterra en 1655 realizó  la petición oficial al Parlamento inglés para repatriar a los Judíos a Inglaterra y Carvajal, a pesar de que su situación estaba solucionada, se sumó a la petición ; siendo una de las tres personas que la impulsaron.
Carvajal, estuvo al servicio de Cromwell con el objetivo de conseguir información de la monarquía en Holanda (1656). Uno de sus sirvientes,Somers, alias Butler, y también un pariente, Alonzo di Fonseca Meza , actuaron como los informantes de Cromwell en Holanda, e informaron sobre los impuestos, las finanzas, y espías de la monarquía holandesa y las relaciones entre Carlos II y España .
Fue a Carvajal a quien Cromwell le confió garantizar el derecho de los judíos a permanecer en Inglaterra.
Según Lucien Wolf, en 1658 un cargamento de palo de tinte perteneciente a Carvajal fue capturado por los agentes de aduanas. Reunió a sus siervos y amigos, irrumpió en los almacenes del gobierno , y se llevó  su mercancía . Este litigio se vio interrumpido por la muerte de Carvajal en Londres.